# Mengele Agrartechnik
Die Mengele Agrartechnik war ein 1871 in Günzburg gegründetes Unternehmen der Agrartechnik mit Sitz in Waldstetten im Landkreis Günzburg in Bayern. Heute gehört das Unternehmen zu AGCO.

## Geschichte

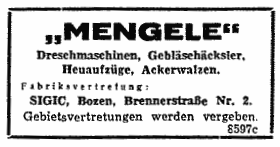
Zeitungs-Werbeschaltung von Mengele Agrartechnik, Bozen 1952

1871 gründete Andreas Eisenlauer eine Reparaturwerkstatt für Landmaschinen mit angebundenem Maschinenhandel. Diese wurde 1907 von Karl Mengele übernommen, dem Vater des späteren KZ-Arztes und Kriegsverbrechers Josef Mengele. Es folgte eine Spezialisierung auf die Herstellung und Reparatur von Landmaschinen. Während der 1930er Jahre stieg das Unternehmen zu einem der größten Dreschmaschinenhersteller in Deutschland auf, und der Umsatz überschritt eine Million Reichsmark. Am 11. Oktober 1932 stellte die Firma Mengele ihre Fabrikhalle Adolf Hitler für einen Wahlkampfauftritt zur Verfügung.
Auch nach dem Zweiten Weltkrieg blieb das Unternehmen erfolgreich; 1950 lag der Umsatz bei über 5 Millionen D-Mark. Seit 1949 waren auch die beiden jüngeren Söhne Karl Mengele jun. und Alois Mengele am Betrieb beteiligt. In Südtirol bestand eine Niederlassung. Die Belegschaft stieg auf fast 2000 Mitarbeiter an. 1958 wurde der Miststreuer Doppel-Trumpf vorgestellt, der das erfolgreichste Produkt von Mengele wurde und im Vorstellungsjahr zur Verdoppelung des Umsatzes führte. Bis 1963 wurden 50.000 Stück Doppel-Trumpf ausgeliefert. Die Produktpalette wurde erweitert und Ladewagen produziert; auch hier gehörte das Unternehmen bald zu den weltweit führenden Herstellern. Nach dem Tod des Vaters 1959 führte Alois Mengele das Unternehmen bis zu seinem Tod allein. Nach seinem Tod 1974 übernahmen sein Sohn Dieter Mengele und Neffe Karl-Heinz Mengele das Familienunternehmen.
Mengele begann in den 1950er Jahren mit der Fertigung von Mistbaggern und entwickelte daraus wenig später auch baustellentaugliche Seilbagger. In den 1960er Jahren schwenkte Mengele auf die Produktion von Hydraulikbaggern um und verkaufte diese insbesondere an Kunden im süddeutschen Raum. Zum Programm gehörten Mobilbagger vom Typ HM und Raupenbagger vom Typ HR. 1978 kaufte die neu gegründete Faun-Frisch-Baumaschinen GmbH schließlich die Baurechte und setzte die Fertigung bis zur Übernahme durch O&K im Jahre 1986 fort.

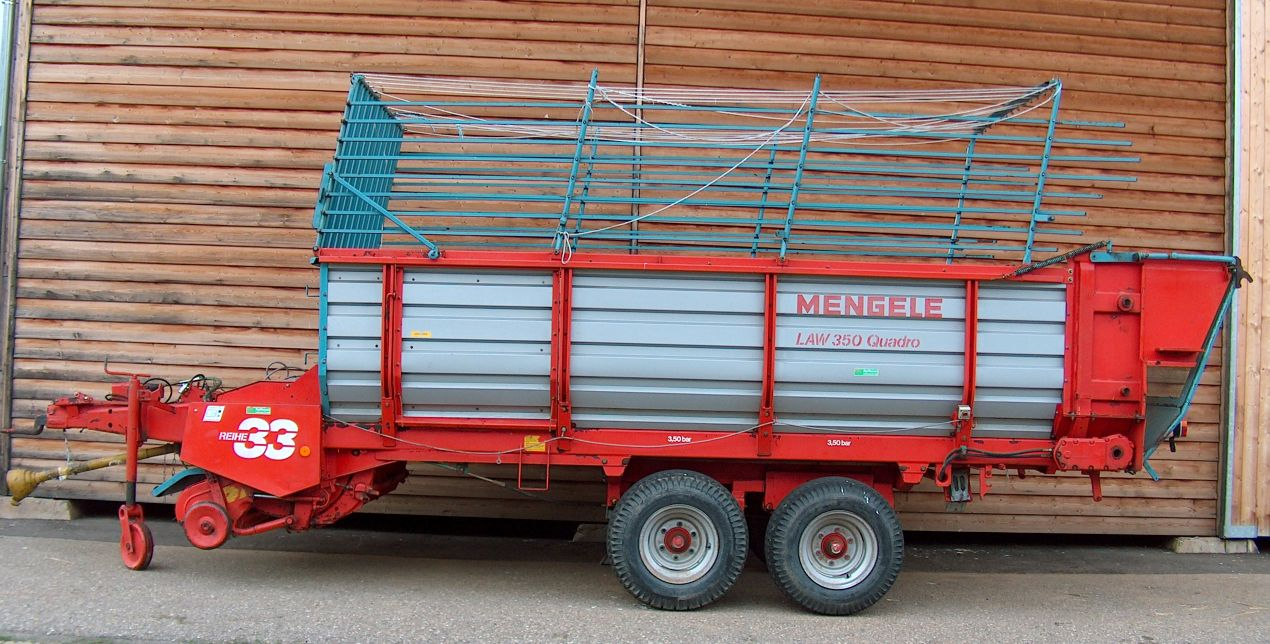
Ladewagen

In den 1980er Jahren führten Preisverfall und fehlende Nachfrage dazu, dass Mengele 1991 von der Unternehmensgruppe Bidell übernommen werden musste. Die Bidell-Gruppe entwickelte bis zum Oktober 1998 die Mengele-Produkte weiter und verdoppelte den Umsatz weltweit. Managementfehler führten jedoch zu Schwierigkeiten in den Vereinbarungen mit den Banken und zwangen die Bidell-Gruppe, Insolvenz anzumelden. 2003 übernahm die Bohnacker AG die Anteile aus der Insolvenz und führte das Unternehmen unter dem Namen Mengele Agrartechnik fort.
Im Mai 2009 vereinbarte Mengele mit dem niederländischen Landmaschinenhersteller Lely, eine Partnerschaft einzugehen. Im Zuge dieser Partnerschaft erhielt Lely eine Beteiligung an Mengele sowie das exklusive Vertriebsrecht für alle Mengele-Produkte. Im Mai 2010 übernahm Lely schließlich alle Anteile an Mengele.
Am 11. November 2011 wurde nach knapp 140 Jahren das Ende des Landmaschinenherstellers Mengele unter dem alten Namen besiegelt. Der Produktionsstandort sowie das Produktportfolio werden seitdem unter dem Namen Lely Agrartechnik GmbH weitergeführt bzw. vermarktet. Ende 2016 stellte Lely die Produktion von Kippern ein; in Waldstetten verblieb die Deutschlandzentrale von Lely und die Produktion von Ladewagen. Mit Einstellung der Kipperproduktion endete auch die Verwendung des Namens Mengele, der für Kipper noch genutzt wurde. 2017 wurde die Lely Futtererntetechnik mit den Werken Waldstetten und Wolfenbüttel von AGCO übernommen.